# 光梗假帽莓
光梗假帽莓（学名：Rubus pseudopileatus var. glabratus）为蔷薇科悬钩子属下的一个变种。

## 扩展阅读
- 維基物種上的相關：光梗假帽莓